# Eberhard Fischer
Eberhard Fischer (Berlín, Alemania, 16 de mayo de 1943) es un deportista alemán que compitió para la RFA en piragüismo en la modalidad de aguas tranquilas. Ganó dos medallas de plata en el Campeonato Mundial de Piragüismo en los años 1971 y 1973.

## Palmarés internacional
| Campeonato Mundial | Campeonato Mundial    | Campeonato Mundial | Campeonato Mundial |
| Año                | Lugar                 | Medalla            | Competición        |
| ------------------ | --------------------- | ------------------ | ------------------ |
| 1971               | Belgrado (Yugoslavia) | Medalla de plata   | K4 1000 m          |
| 1973               | Tampere (Finlandia)   | Medalla de plata   | K4 10 000 m        |